# Іван XIII Гликіс
Іван XIII Милостивий (грец. Ιωάννης ΙΓ΄ Γλυκύς) — константинопольський патріарх з 1316 (за іншими джерелами, з 1315) по 1320.
Піклувався про чистоту грецької мови, написав твір «Περί ορθότητος συντάξεως».
- Ecumenical Patriarchate. List of Patriarchs [Архівовано 27 січня 2020 у Wayback Machine.]
- Константинопольські патріархи